# Ernst Bischoff-Culm
Ernst Bischoff-Culm, né le 13 mars 1870 à Culm (province de Prusse) et mort le 29 juillet 1917 en France, est un peintre, illustrateur et graveur.

## Biographie
Ernst Bischoff grandit à Elbing, où il obtient probablement son diplôme d'études secondaires en 1888. Il étudie ensuite à l'Académie des arts de Königsberg sous la direction de Carl Steffeck et de Georg Knorr et à l'Académie des arts de Berlin sous la direction de Hugo Vogel et de Joseph Scheurenberg. Après un séjour à Paris, il vit à nouveau à Berlin. À la fin des années 1880, il participe avec Eduard Anderson à la création de la colonie d'artistes Nidden, sur l'isthme de Courlande. Bischoff-Culm, comme il se fait appeler depuis ses études, reste fidèle à Nidden et, grâce à des expositions de ses œuvres à Berlin, attire l'attention d'autres artistes sur Nidden, notamment Max Pechstein, qui y vient en 1909. Pendant la Première Guerre mondiale, Bischoff-Culm est au front, mais pendant son service militaire, il se consacre également à la peinture et à certains thèmes de la guerre. En France, il perd ses deux mains lors d'une détonation et se suicide peu de temps après.

## Hommage
Il a été membre de la Berliner Secession, qui l'a commémoré lors de l'exposition d'automne 1917 par un discours de Lovis Corinth, puis par une digne notice nécrologique.

## Galerie

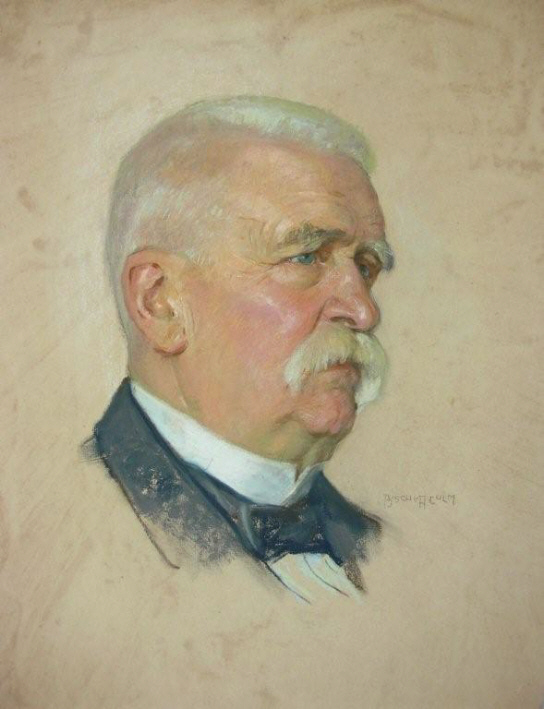
Wilhelm Schimmelpfennig (1910)
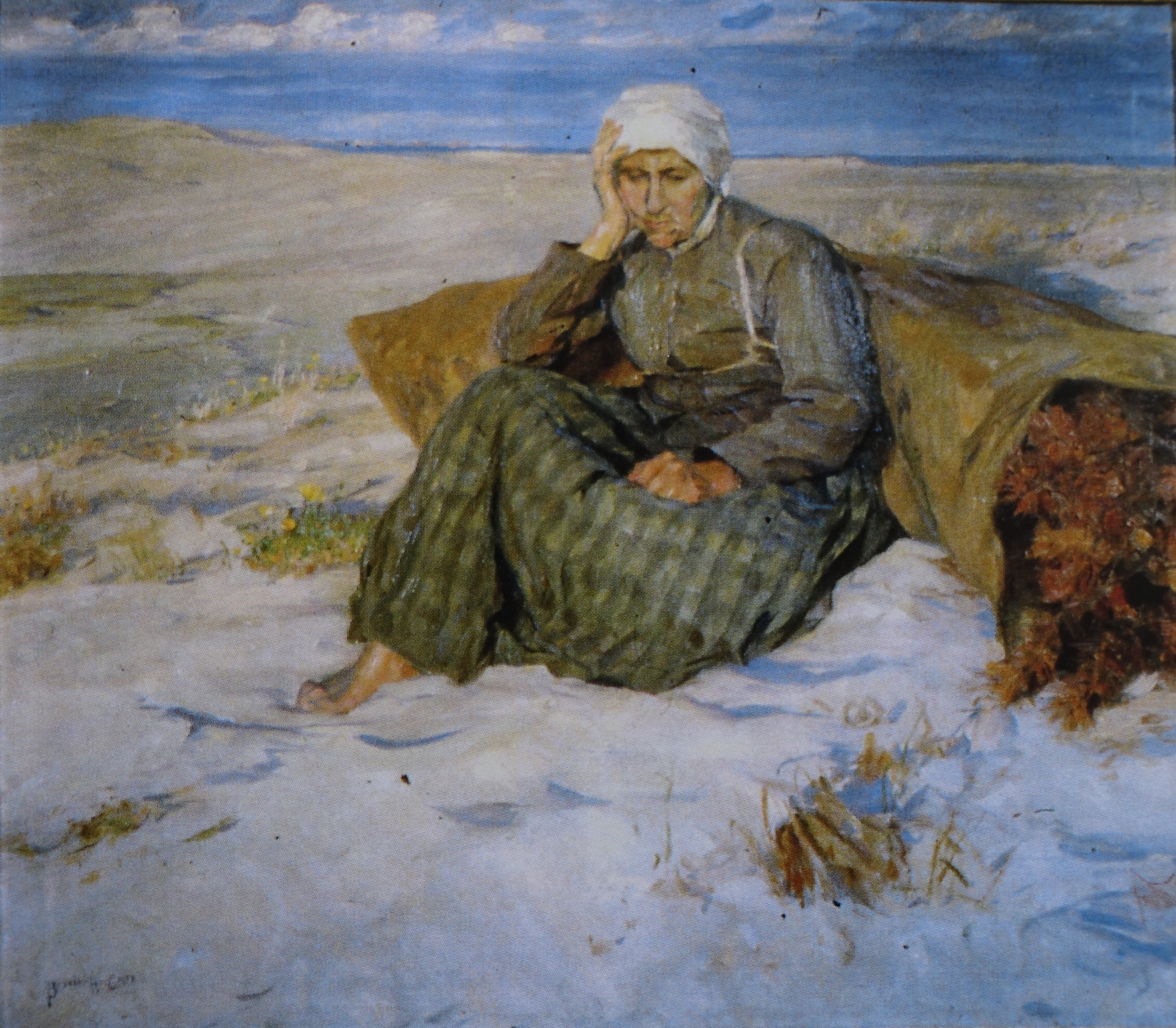
Reisigsammlerin (1908, Ostpreußisches Landesmuseum Lüneburg)
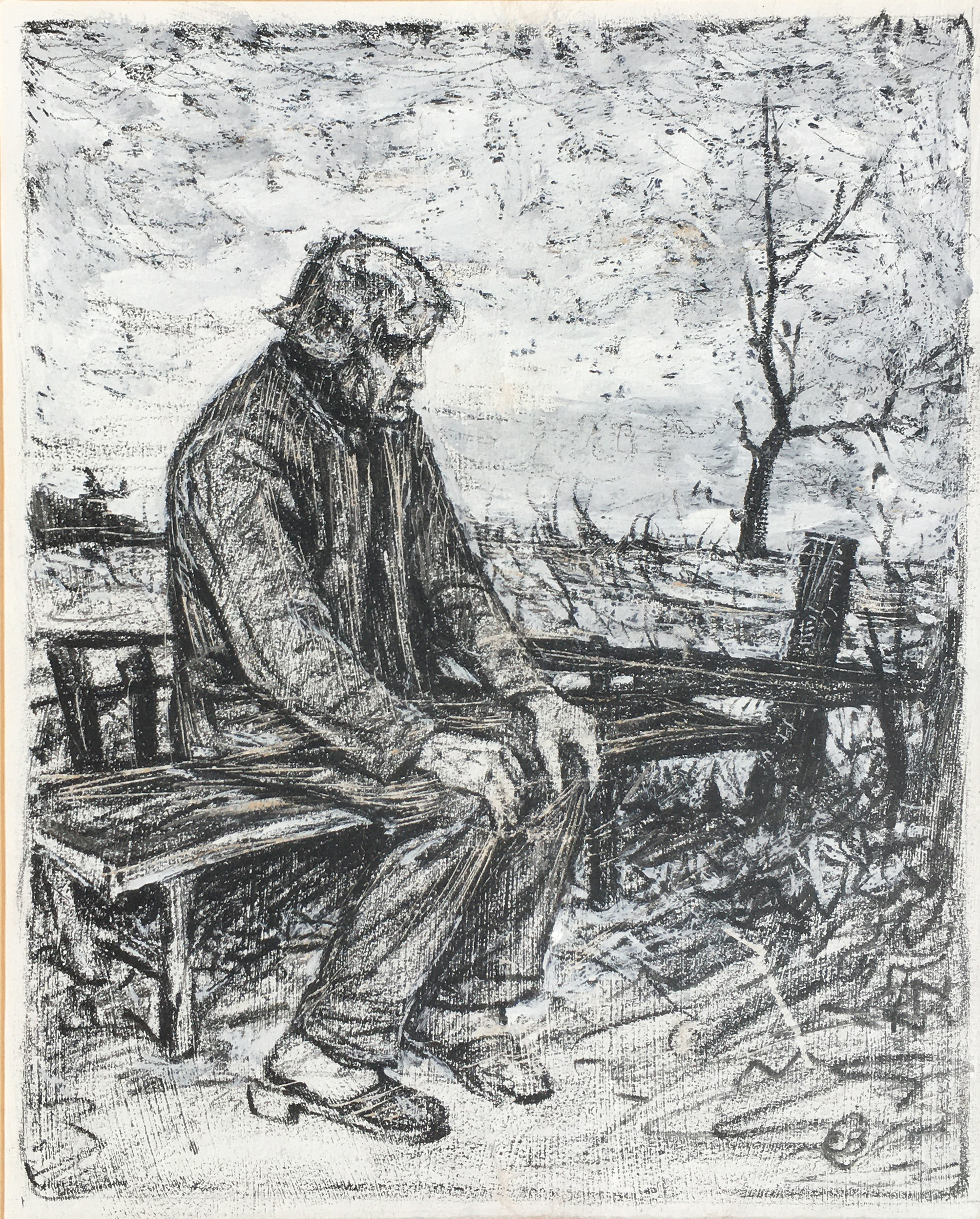
Alte ruhender Mann (1914)
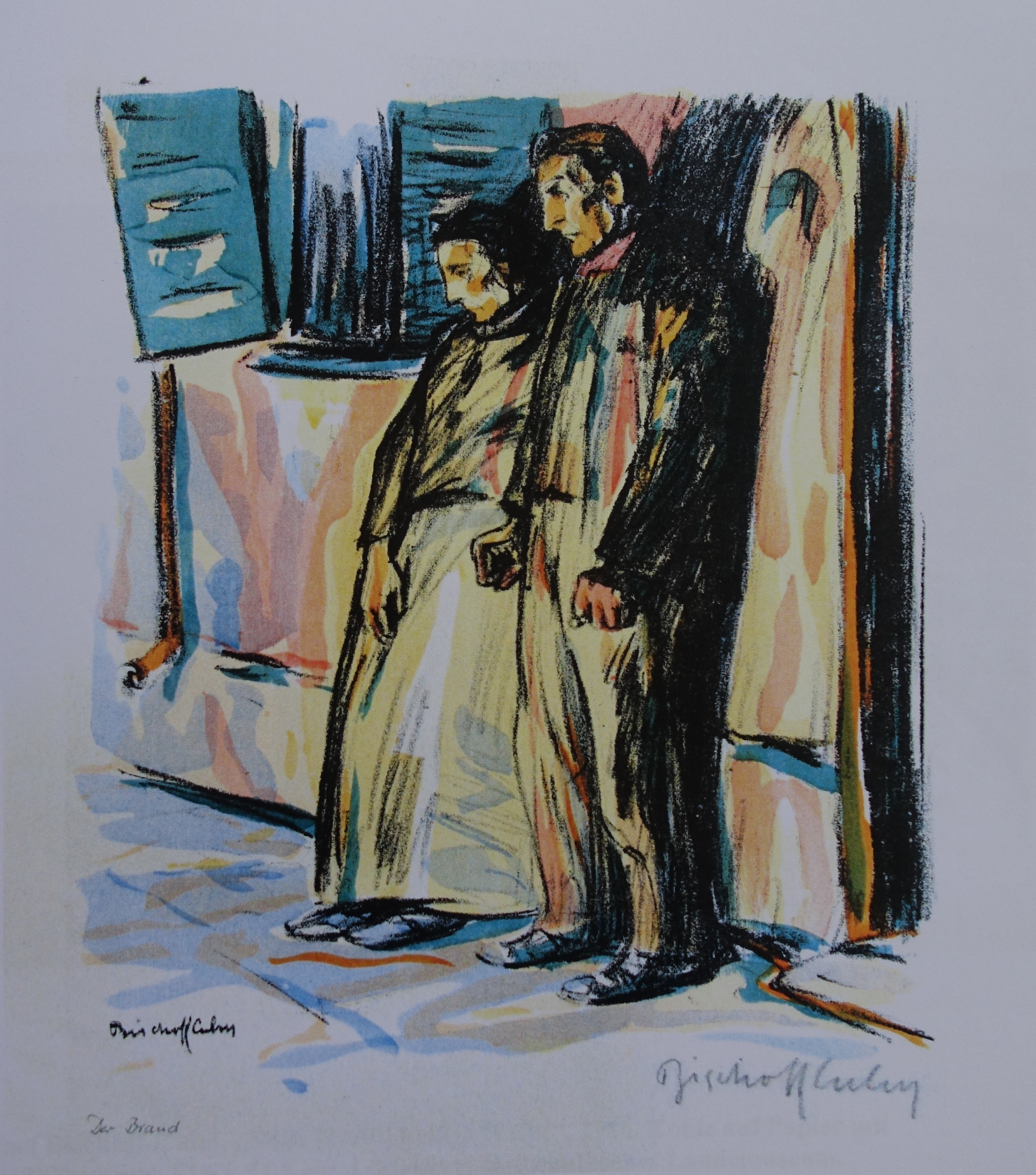
Der Brand (série « Krieg und Kunst », 1916, Ostpreußisches Landesmuseum Lüneburg